# Monstrilla mariaeugeniae
Monstrilla mariaeugeniae is een eenoogkreeftjessoort uit de familie van de Monstrillidae. De wetenschappelijke naam van de soort is voor het eerst geldig gepubliceerd in 1993 door Suárez-Morales & Islas-Landeros.